# Lilla Kroktjärnen, Västmanland
Lilla Kroktjärnen är en sjö i Ljusnarsbergs kommun i Västmanland och ingår i Norrströms huvudavrinningsområde. Sjön är 9 meter djup, har en yta på 0,11 kvadratkilometer och är belägen 289,5 meter över havet.

## Delavrinningsområde
Lilla Kroktjärnen ingår i det delavrinningsområde (664476-146424) som SMHI kallar för Inloppet i Kölsjön. Medelhöjden är 301 meter över havet och ytan är 42,72 kvadratkilometer. Det finns inga avrinningsområden uppströms utan avrinningsområdet är högsta punkten. Kölsjöån som avvattnar avrinningsområdet har biflödesordning 3, vilket innebär att vattnet flödar genom totalt 3 vattendrag innan det når havet efter 252 kilometer. Avrinningsområdet består mestadels av skog (88 procent). Avrinningsområdet har 1,83 kvadratkilometer vattenytor vilket ger det en sjöprocent på 4,3 procent.